# Democràcia directa

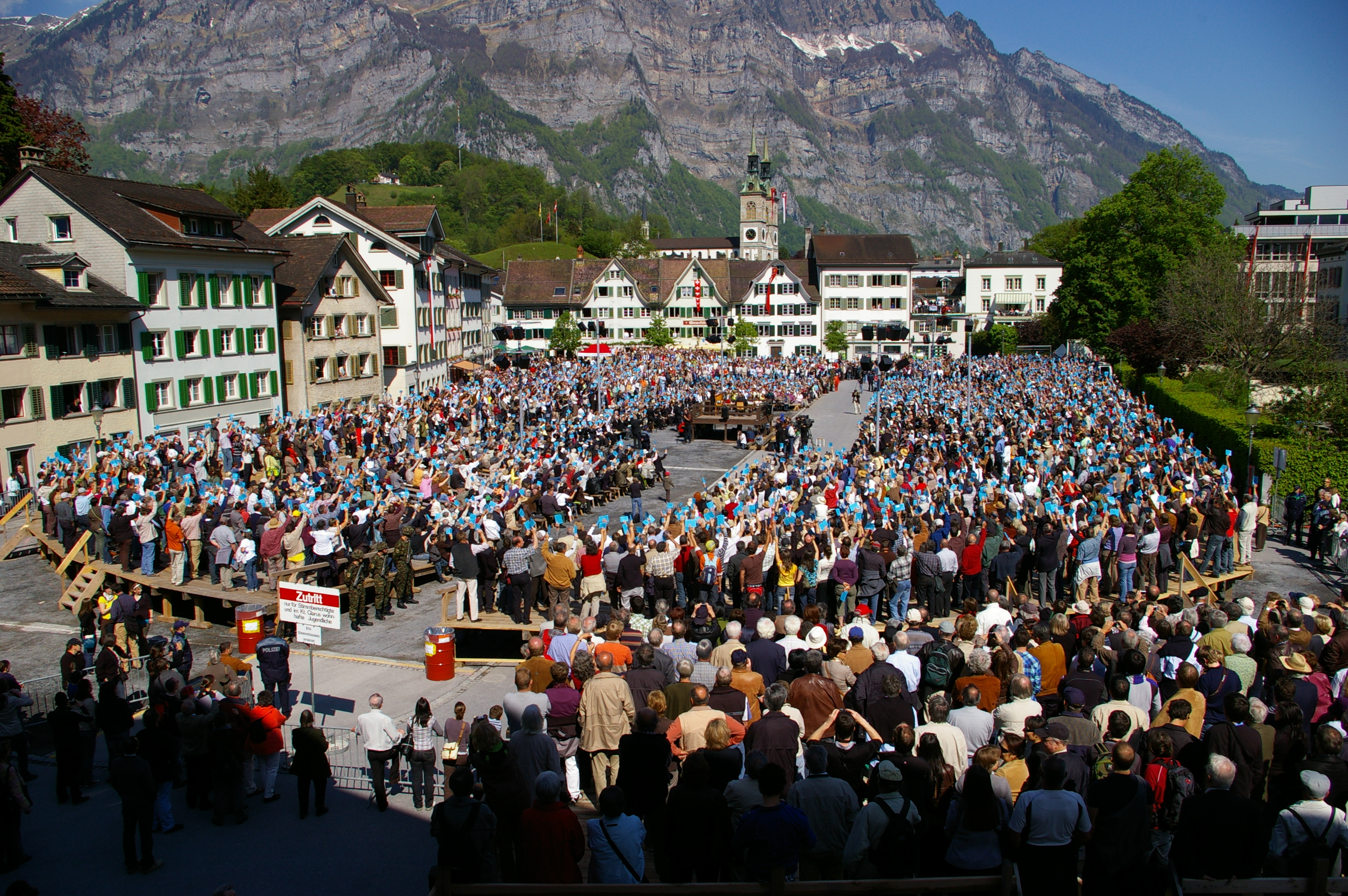
Democràcia directa al Cantó de Glarus (Suïssa): a mà alçada, es reuneix tota la població censada electoral i pren les decisions directes de govern (2009).

La democràcia directa és una forma de democràcia en la qual els ciutadans participen directament en el procés de presa de decisions polítiques. Les dues formes més esteses de democràcia directa son la democràcia participativa i la democràcia deliberativa. Hom parla també de democràcia directa electrònica, que relaciona els mecanismes de la democràcia directa amb l'ús d'Internet i d'altres tecnologies de la informació i la comunicació. La democràcia semidirecta es pot exercir per mitjà d'Iniciativa Legislativa Popular, referèndum i revocació de càrrecs electes.

## Història

Resultats del referèndum «Contra la construcció de minarets» a Suïssa. Tan sols 4 dels 26 cantons suïssos s'oposaren a la prohibició. (novembre del 2009)

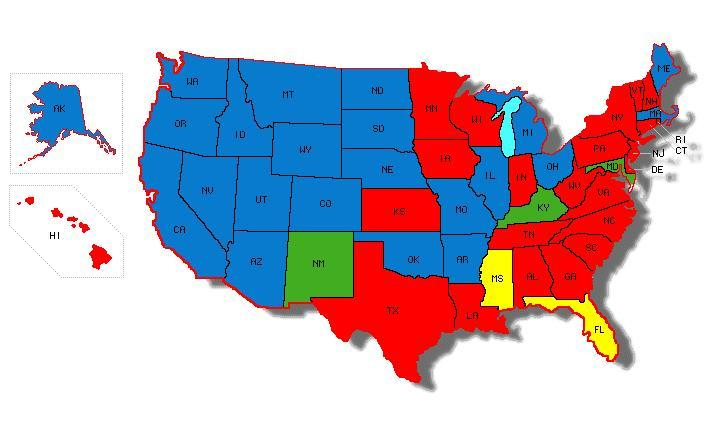
Democràcia directa als Estats Units d'Amèrica.
Iniciativa legislativa popular i referèndums
Iniciativa legislativa popular
Referèndum
No hi ha democràcia directa

La democràcia directa fou experimentada per primer cop a l'antiga democràcia atenesa (començant el 508 aC). Aquesta experiència durà aproximadament dos segles, durant els quals el poder recaigué en una assemblea en què hi havia tots els ciutadans masculins, els càrrecs públics eren elegits per sorteig, i un representant elegit per l'assemblea s'encarregava de liderar l'exèrcit de la ciutat (i era anomenat estrateg). Les restrictives condicions per ser considerat ciutadà (només els barons ho eren) i, per tant, poder participar en la vida política de la ciutat, així com la mida reduïda de la ciutat estat d'Atenes en aquell temps (entorn de les 300.000 persones) minimitzaven les dificultats logístiques inherents a aquesta forma de govern.
A la república romana els ciutadans realitzaven i aprovaven les lleis, que va començar entorn de 449 aC i va durar aproximadament quatre segles, fins i tot la mort de Juli Cèsar el 44 aC.
Després d'aquests antecedents llunyans en el temps, aquesta forma de govern ha estat molt poc utilitzada (alguns governs l'han implementat en part des de llavors, però no fins al nivell de l'antiga Atenes). Les democràcies modernes generalment funcionen mitjançant representants elegits pels ciutadans, el que es coneix com a democràcia representativa.
L'era moderna de la democràcia directa va començar a les ciutats de Suïssa al segle xiii. El 1847, els suïssos van afegir el referèndum estatutari a la seva constitució. Aviat van pensar que tenir només el poder de vetar les lleis que produïa el Parlament no era suficient, i així el 1891 van afegir la iniciativa d'esmena constitucional. Les batalles polítiques suïsses des de llavors han ofert al món una experiència important en la posada en pràctica d'aquest tipus d'iniciatives. Suïssa té una democràcia semidirecta.
Molts moviments polítics al món busquen l'evolució des de l'actual sistema de democràcia representativa, vigent en la majoria de democràcies modernes, cap a algun tipus de democràcia directa o de democràcia deliberativa (basada en la presa de decisions consensuades més que en la simple regla de la majoria).

## Nocions operatives
Alguns mètodes de democràcia directa poden donar als ciutadans poders legislatius i executius alhora, encara que la majoria, proposats o practicats, donen als ciutadans l'adreça del procés legislatiu, deixant la funció executiva a delegats sense major poder deliberatiu que el d'associats, és a dir com encarregats i no com autoritats.
La democràcia directa, en un sentit modern, consta de tres pilars concrets:
1. L'assemblea com manifestació de la iniciativa popular
2. La delegació revocable
3. El mandat imperatiu

La democràcia directa és entesa com a "govern directe" mitjançant consultes i/o assemblees d'associats. Tenen ells el dret a proposar, aprovar o vetar lleis i són qui de dret i de fet posseïxen el poder col·lectivament, així com poden retirar el suport a un delegat en qualsevol moment.
En l'aspecte funcional, cada associació de democràcia directa, per a funcionar de la millor manera, hauria de ser el més proper possible als seu membres, amb adreça autònoma i entre grups que tinguen un nombre màxim de persones. La coordinació entre associacions de democràcia directa requereix un estructura confederal o federalista.

## Característiques

### Reunió assembleària
La reunió assembleària és la denominació donada a les reunions participatives o assemblees generals on tots els involucrats per un determinat assumpte o membres d'una mateixa organització sobretot assumpte que concerneixi a la vida de dita col·lectiva, poden donar la seva opinió o decidir sobre un tema directament representant-se cadascun a si mateix. Segons l'associació i la circumstància en aquest tipus d'assemblees pot preferir-se o la decisió per consens per a arribar a acords mínims acceptables per a tots els implicats o la construcció colaborativa de propostes. Les votacions es reserven per als casos en els quals no hi ha acord possible i/o per a situacions ordinàries que haurien de no prendre massa temps per la seva relativa rellevància, en tals casos es prefereix la majoria simple, deixant per a situacions més delicades o comprometedores àdhuc, majories de 3/4 o de 2/3 per exemple, perquè necessitin una contundent legitimació.
La democràcia directa al provenir de l'associació voluntària i igualtat de poder dels associats no pot fer que l'assemblea obligui als individus en desacord a formar part d'una decisió *cuandos aquests així ho han manifestat obertament, i al contrari per respecte a les decisions dels adherents l'assemblea obliga (mútuament) a qui hagin acceptat obertament una resolució, indistintament si han estat a favor o en contra d'ella, a complir el seu compromís.
L'assemblea és la que aprova les normatives consensuades sota les quals es regiran els participants o es prendrà determinada acció, i ella només és sobirana en mesura que reflecteix directament la voluntat de cada associat per si mateix representat. Solament així, els acords mutus i l'acció col·lectiva es converteixen en exercici de la llibertat.

### Delegació revocable
Qualsevol delegat pot ser remogut del seu càrrec en qualsevol moment, és a dir manca de privilegis o immunitats. Part del principi del dret llibertari, del dret de revocació, que sempre hi ha la possibilitat de qüestionar qualsevol situació i qualsevol compromís en el moment que s'estimi que aquests s'inscriuen en una lògica opressiva o que poden millorar-se substancialment. Poden existir diversos mecanismes per a fer recaure la responsabilitat per les conseqüències de la revocació tant d'un mandat com d'una normativa en qui així l'han decidit.

### Mandat imperatiu
El delegat manca de poder deliberatiu especial a més del que té com persona integrant d'un col·lectiu. Pot, si així és decidit per l'assemblea, tenir poder executiu o atribucions d'autonomia responsable; però no pot adoptar decisions diferents a aquelles per a les quals ha rebut mandat per part del col·lectiu que ho delega.

### Facilitats actuals
En relació amb aquest concepte tenim el de democràcia directa electrònica, que relaciona els mecanismes de la democràcia directa amb l'ús d'Internet i altres tecnologies de comunicació sempre que permetin la descentralització i la participació.

## Exemples
Suïssa és un exemple de sistema polític modern amb democràcia semidirecta, ja que fa servir els referèndums i les iniciatives legislatives populars tant a nivell estatal com federal. En els últims 120 anys més de 240 iniciatives han estat votades en referèndum, encara que la ciutadania s'ha comportat de forma conservadora, aprovant-se només un 10% de totes les iniciatives.